# تشارلز نورمان شاي
تشارلز نورمان شاي (بالإنجليزية: Charles Norman Shay)‏ هو كاتب أمريكي، ولد في 27 يونيو 1924 في بريستول في الولايات المتحدة.

## وصلات خارجية
- الموقع الرسمي